# Edgar Würth
Edgar Würth (* 20. März 1931 in Buchdorf; † 29. November 2022) war ein deutscher Politiker. Er war 1. Bürgermeister und Abgeordneter des Bayerischen Landtags.

## Leben
Würth trat als 19-Jähriger 1950 der CSU bei und war Mitbegründer der Jungen Union im Landkreis Donauwörth sowie des CSU-Ortsverbandes Buchdorf. Vom 1. Mai 1966 bis 30. Juni 1972 war er Mitglied des Gemeinderats Buchdorf, anschließend bis 30. April 1990 der 1. Bürgermeister seiner Heimatgemeinde. In dieser Zeit waren der Erhalt der Grundschule durch den Beitritt zum Schulverband Monheim, die Eingemeindung von Baierfeld im Jahr 1976, die Mitgliedschaft in der Verwaltungsgemeinschaft Monheim ab 1. Mai 1978, der Bau des Kindergartens und die Erschließung von Bau- und Gewerbegebieten wichtige Weichenstellungen.
Würth gehörte dem Bayerischen Landtag vom 12. November 1974 bis 29. Juli 1990 (8. bis 11. Wahlperiode) an. Als Abgeordneter befürwortete er die Schaffung von Verwaltungsgemeinschaften, die vielen Gemeinden – auch seinem Heimatort Buchdorf – die kommunalpolitische Selbstständigkeit bewahrte.
Dem Kreistag Donau-Ries gehörte er vom 1. Juli 1972 bis 30. April 1996 an. In Anerkennung seiner Leistung verlieh ihm die Gemeinde Buchdorf die Ehrenbezeichnung Altbürgermeister und zeichnete ihn mit der Bürgermedaille in Gold aus.

## Auszeichnungen
- Bundesverdienstkreuz am Bande der Bundesrepublik Deutschland
- Korpsmedaille der Bundeswehr
- Bayerischer Verdienstorden
- Bayerische Verfassungsmedaille